# ۱۲۹۴ (قمری)
۱۲۹۴ (قمری)، هزار و دویست و نود و چهارمین سال در گاهشماری هجری قمری سالی عادی است. اول محرم این سال برابر با شانزدهم ژانویه سال ۱۸۷۸ میلادی است.
سال ۱۲۹۴ هجری قمری از ۱۶ ژانویهٔ ۱۸۷۷ تا ۴ ژانویهٔ ۱۸۷۸ بود. به طور غیررسمی از ۲۶ جدی ۱۲۵۵ (سیچقان ئیل) تا ۱۴ جدی ۱۲۵۶ (اود ئیل) بود.
طول ماه‌های این سال در ایران عبارت بود از: محرم ۳۰ روز، صفر ۳۰ روز، ربیع‌الاول ۲۹ روز، ربیع‌الثانی ۳۰ روز، جمادی‌الاول ۲۹ روز، جمادی‌الثانی ۲۹ روز، رجب ۳۰ روز، شعبان ۳۰ روز، رمضان ۲۹ روز، شوال ۳۰ روز، ذیقعده ۲۹ روز، و ذیحجه ۲۹ روز.

## وقایع
- ۱۵ رجب ـ ازدواج رضا شاه پهلوی با تاج‌الملوک، مادر محمدرضا شاه پهلوی

## تولدها
- ۳ ذیقعده ـ اقبال لاهوری، فیلسوف و شاعر هندی[۲]